# Cppcheck
Cppcheck는 C, C++ 프로그래밍 언어용 정적 코드 분석 도구이다. 비표준 코드를 검사할 수 있는 다목적 도구이다. 제작자이자 선임 개발자는 Daniel Marjamäki이다.
Cppcheck는 GNU 일반 공중 사용 허가서로 배포되는 자유 소프트웨어이다.

## 기능
Cppcheck는 컴파일러 자체에서 다루지 않을 수 있는 다양한 정적 검사를 지원한다. 해당 검사들은 정적 분석 검사들이며 소스 코드 레벨에서 수행이 가능하다. 이 프로그램은 휴리스틱 이론이 아닌 엄격한 정적 분석 검사를 지향한다.
지원되는 검사들 중 일부는 다음을 포함한다:
- 자동 변수 검사
- 배열 오버런(overrun) 경계 검사
- 클래스 검사 (예: 미사용 함수, 변수 초기화, 메모리 중복)
- 오픈 그룹에 의거한 구식(deprecated) 처리 또는 대체된 함수의 사용[3]
- 예외 안전 검사(예: 메모리 할당 사용 및 소멸자 검사)
- 메모리 누수 (예: 할당 해제 없이 스코프 소실)
- 자원 누수 (예: 파일 핸들을 닫는 것을 잊음)
- 유효하지 않은 표준 템플릿 라이브러리 함수 및 관용구 사용
- 기타 스타일 및 성능 오류

## 플러그인
다음과 같은 IDE용 플러그인이 존재한다.
- 젯브레인즈[5]
- Code::Blocks - 연동.
- 코드라이트 - 연동.
- 이클립스[6]
- 이맥스[7]
- Gedit[8]
- 허드슨[9]
- Jenkins[10]
- 케이트[11]
- KDevelop[12]
- Qt 크리에이터[13]
- 서브라임 텍스트[14]
- 마이크로소프트 비주얼 스튜디오[15][16][17]
- Yasca[18]